# Krombia
Krombia là một chi bướm đêm thuộc họ Crambidae.